# Ciorneavka, raionul Cerkasî, regiunea Cerkasî
Ciorneavka (în ucraineană Чорнявка) este o comună în raionul Cerkasî, regiunea Cerkasî, Ucraina, formată numai din satul de reședință.

## Demografie
Componența lingvistică a comunei Ciorneavka
     Ucraineană (97,62%)
     Rusă (2,38%)
Conform recensământului din 2001, majoritatea populației comunei Ciorneavka era vorbitoare de ucraineană (97,62%), existând în minoritate și vorbitori de rusă (2,38%).